# NGC 3677
NGC 3677 (другие обозначения — UGC 6441, IRAS11235+4714, MCG 8-21-35, NPM1G +47.0198, ZWG 242.35, KCPG 284A, PGC 35181) — галактика в созвездии Большая Медведица.
Этот объект входит в число перечисленных в оригинальной редакции «Нового общего каталога».
В галактике вспыхнула сверхновая SN 1999ew типа II, её пиковая видимая звездная величина составила 16,5.